# Volkovija
Volkovija (makedonska: Волковија) är en ort i Nordmakedonien. Den ligger i kommunen Brvenica, i den västra delen av landet, 40 kilometer väster om huvudstaden Skopje. Volkovija ligger 532 meter över havet och antalet invånare är 117.